# Daniel Lindström
Daniel Lindström (Umeå, 30 januari 1978) is een Zweeds zanger die in 2004 winnaar werd van Idols en won van Darin Zanyar. Zijn eerste single, "Coming True", kreeg dubbel platina, en zijn album Daniel Lindström uit 2004 kwam in de Zweedse hitlijsten terecht. Op zijn nieuwe album Nån slags verklighet staan Zweedse nummers die hij zelf heeft geschreven.

## Discografie

### Albums
- 2004 - Det Bästa Från Idol 2004
- 2004 - Daniel Lindström
- 2006 - Nån Slags Verklighet
- 2009 - D-Day

### Singles
- 2004 - "Coming True" (dubbel platina)
- 2005 - "My Love Won't Let You Down"
- 2005 - "Run"
- 2006 - "Nån Slags Verklighet"
- 2006 - "Beslut"
- 2008 - "Caught in that Feeling"
- 2008 - "Saturday Night"